# Antonino Frangipane
Antonino Frangipani (Roma, c. 1477-íb., octubre de 1545) fue un noble y político romano.

## Biografía
Fue hijo del noble romano Lelio Frangipani y de su esposa Girolama di Angelo Paluzzo degli Albertoni. Quedó huérfano de padres en su infancia y fue criado en casa del cardenal Juan Bautista Savelli, junto a los sobrinos de este, Troilo y Giacomo.
Ejerció el cargo de conservatore de la ciudad de Roma en los años 1518, 1527, y 1530.
Contrajo matrimonio con Antonia Cancellieri del Bufalo, hija de Stefano del Bufalo y Giulia Capocci.
En 1538 cedió su casa cercana a Tor di Melangana (en la actula via dei Delfini) a Ignacio de Loyola y sus compañeros que se instalaron en octubre de ese año.
Antonino murió en octubre de 1545.
Fue enterrado en la capilla patronato de los Frangipani en la iglesia de Santa Maria sopra Minerva.

En una capilla mandada realizar en la iglesia de San Marcello al Corso, bajo patronazgo de su hijo. Esta capilla está ricamente decorada según diseño de Federico Zuccari. En este espacio, junto a otros bustos en edículos e inscripciones de la familia, se incluye el busto de Antonino, bajo el que se encuentra una placa con la siguiente inscripción
 D. O. M.
ANTONIN[O] FREGEPANIO
GEORGI FILIO
INNOCENTIAE ET
INTEGRITATIS
EXEMPLO
VIX[IT] AN LXXI MENS II
DIEB[US] XIV
CURTIUS ET MARIUS
PATRI OPTIMO
FECERE
AN POST CHRISTUM NATUM
MDXLVI

## Matrimonio y descendencia
De su matrimonio con Antonia Cancellieri del Bufalo, tuvo varios hijos:
- Curzio
- Mario
- Lelio
- Stefano
- Giulia
- Ersilia, casada con Giovan Pietro Caffarelli, con descendencia.